# Dino Lenny
Dino Lenny, pseudonimo di Dino Lanni (Lewisham, 28 settembre 1969), è un cantautore, disc jockey produttore musicale britannico naturalizzato italiano.
Dino Lenny nasce a Lewisham, vicino a Londra, ma presto si trasferisce in Italia. Ancora adolescente comincia a mettere i dischi in una piccola emittente radiofonica di Cassino, dove vive dall'età di sei anni.
Dino usa numerosi nomi d'arte tra cui: Dino Da Cassino, Dino, Andrea Doria (fino al 2004 con Andrea Doria), Adam Dived, Life on Mars, Datalife (con Santos), Jamnesia (con Josè Amnesia) Sonar, White trash, Mad8, BoD e Dr. 
Durante la sua carriera artistica viaggia e suona in diversi locali: Axis (Malta) 1988-1996, Gardening Club (Covent Garden) 1998, Space (Ibiza), Amnesia (Ibiza), Pacha (Ibiza), El Divino (Ibiza) Space (Miami), Nasa (Iceland), Goa (Italy), The End (Londra) Egg (Londra), Spirit/Sin (Dublino).
La musica di sua produzione è dance tecnicamente definita “loud adventurous electronic music”

## Carriera
- 1989 – Cocaine, balearic anthem, numero 1 della dance chart inglese.
- 1991 – Fonda le etichette The Dub e Dubtronic con Claudio Coccoluto e Savino Martinez
- 1992/3 – Produce i singoli Time to change (Dino Lenny), Angels of love (Cocodance) e

State of panic (Sonar)
- 1996/98 – Si trasferisce a Londra e fa uscire con la EMI inglese tre progetti: White horses (Dino Lenny), We need each other e Acid People (White trash)
- 1998 - Lavorando al fianco di Rob Aker esce Reset & My Memory is Back (Jamnesia).
- 1999 - Nel mezzo di una serie di remix tra cui gli Underworld (King Of Snake), gli Ultra Naté (Get it up) e Donna Lewis Take Me O, viene contattato da Playstation per inserire una sua traccia nel gioco Beatmania (con Claudio Coccoluto)
- 2000 - State Of Panic di Adam Dived (Dino e Andrea Doria) e Deep inside, stampati su Additive (EMI). Il Progetto Datalife (Dino & Santos) realizza Peak ed esce con l'etichetta dei Röyksopp, Wall Of Sound.
- 2001 - Produce il primo solo project, il single I Feel Stereo, che viene licenziato dall'etichetta di Yoshitoshi dei Deep Dish.
- 2002 - Collabora con i Wu Tang Clan (Barbed Wire/Incentive) e fa uscire nuovi remix tra cui Inxs, Rob Dougan, Planet Funk e Art of Trance.

L'etichetta italiana Dubtronic lancia il brano We've been Dropped (Some Bat in Rio/Acid Caracas), Dino DaCassino Clear This e l'ultimo lavoro di Zero Campioni CastoEp. 
- Bucci Bag (con Andrea Doria) e Change The World(collaborazione con l'ex cantante degli Housemartins, Paul Heaton) sono Essential New Tune su Radio 1 con Pete Tong.
- 2003 - Dino Lenny comincia a cantare col nome di Dino e lancia il nuovo singolo Call me (Nu Tella / Prolifica / Free2air / kontor / Ministry Of Sound).
- 2004 - Esce l'album Might (con Free2air / kontor / Ministry Of Sound-Hussle / Ego Music V2)
- 2006 – Produce per l'etichetta inglese Free 2air “Work this pussy/Sleepless night” (Mad8).

Hardage lo chiama a cantare in un progetto che include Jocelyn Brown e Maxi Priest, Level 42 e Peter Gabriel.
- 2007 – In collaborazione con Meck esce il singolo Feels Like Home, in cui Dino si occupa sia della produzione che della parte vocale.

Il pezzo entra nei TOP 40 UK e viene anche scelto come soundtrack dell'evento di inaugurazione dello stadio di Wembley in occasione della finale FA cup Manchester United – Chelsea.
- Nel novembre 2007 Dino Lenny apre il concerto organizzato dall'UNICEF a Montreal suonando prima di Avril Lavigne.
- 2008 - Madonna utilizza la voce di Dino in un mash up tra Like a prayer e Feels like home durante tutto lo Sticky & Sweet tour '08.